# Kurt Wirth (Politiker)
Kurt Wirth (* 25. Mai 1901 in Magdala in Thüringen; † 1948) war ein deutscher Rechtsanwalt, NSDAP-Politiker und Mitglied des Provinziallandtages der Provinz Hessen-Nassau.

## Leben
Kurt Wirth wurde als Sohn des Eisenbahn-Bauführers Otto Wirth (* 1869) und dessen Ehefrau Clara Schmitt (1877–1925) geboren und machte 1919 in Fulda das Abitur. Er schloss sich dem Freikorps Eulenburg an und absolvierte eine Ausbildung bei der Dresdner Bank in Frankfurt. Von 1924 an studierte er Rechtswissenschaften, legte die beiden Staatsprüfungen (1927 und 1930) ab und arbeitete danach als Rechtsanwalt in Frankfurt.
Er trat zum 1. Dezember in die NSDAP ein (Mitgliedsnummer 380.357) und wurde juristischer Berater des Gauleiters Jakob Sprenger.
Am 30. Januar 1933 wurde er zum Leiter des Gaurechtsamtes befördert und zugleich Gauobermann im NS-Rechtswahrerbund. 1933 erhielt er ein Mandat für den letzten Nassauischen Kommunallandtag des preußischen Regierungsbezirks Wiesbaden bzw. für den Provinziallandtag der Provinz Hessen-Nassau, wo er Mitglied des Landesausschusses war. Beide Parlamente wurden noch im selben Jahr durch die Nationalsozialisten aufgelöst. Von April bis Juli 1933 war er stellvertretendes Mitglied im Preußischen Staatsrat. Er kam in den Verwaltungsrat der Nassauischen Landesbank.
Er musste Kriegsdienst leisten und war 1944 Sturmbannführer der Waffen-SS.
Von 1946 bis 1948 war er im Arbeitslager Darmstadt interniert.